# Заальдорф-Зургайм
Заальдорф-Зургайм (нім. Saaldorf-Surheim) — громада в Німеччині, знаходиться в землі Баварія. Підпорядковується адміністративному округу Верхня Баварія. Входить до складу району Берхтесґаден.
Площа — 39,09 км2. Населення становить 5554 ос. (станом на 31 грудня 2020).